# Ключі (Тюменцевський район)
Ключі́ (рос. Ключи) — село у складі Тюменцевського району Алтайського краю, Росія. Адміністративний центр та єдиний населений пункт Ключівської сільської ради.

## Населення
Населення — 542 особи (2010; 622 у 2002).
Національний склад (станом на 2002 рік):
- росіяни — 87 %